# Lazar Mutic
Lazar Mutic (Banja Luka, 6 januari 1999) is een Bosnisch basketballer.

## Carrière
Mutic speelde in de jeugd van KK Basket 2000 en Real Madrid Baloncesto (2013-2015). In 2015 maakte hij zijn debuut bij Basketbal Torrelodonen en speelde er twee seizoenen. Van 2017 tot 2019 speelde hij voor UCAM Murcia en hun tweede ploeg. In 2019 maakte hij de overstap naar de Spaanse tweedeklasser Gipuzkoa Basket waar hij een seizoen speelde. Het seizoen 2020/21 bracht hij door bij de Spaanse tweedeklasser Bàsquet Manresa en werd uitgeleend aan CB Artés. In april 2021 maakte hij de overstap naar de tweedeklasser AB Castelló en speelde er de rest van het seizoen uit.
Voor het seizoen 2021/22 tekende hij bij de Spaanse derdeklasser CB Marbella en speelde er een seizoen. Hij speelde het seizoen 2022/23 voor de Spaanse tweedeklasser CB Almansa. In de zomer van 2023 tekende hij een contract bij de Belgische eersteklasser Okapi Aalst. Hij verlengde zijn contract voor een seizoen tijdens de zomer van 2024. Aan het einde van het seizoen 2024/25 verliet hij Aalst.